# Station Belvedere
Station Belvedere is een spoorwegstation in Belvedere in de London Borough of Bexley, in het zuidoosten van de regio Groot-Londen, Engeland. Het station werd in 1859 geopend.